# 가게사키 유나
가게사키 유나(影崎由那, 1973년 3월 3일 ~ )는 일본의 여성 만화가이다. 본명 이외에도 작품의 성향에 따라 일반 게임, 만화에서는 影崎夕那 가게사키 유나[*], 성인 게임, 만화에서는 影山由多 가게야마 유타[*]의 펜명을 쓴다.

## 작품

### 만화
- 影崎由那 가게사키 유나[*] 명의
  - 사쿠라의 검술소녀(大正小町事件帖　櫻の一番！ 다이쇼코마쓰지켄쵸 사쿠라노 이치방![*]
  - 카린 증혈기(かりん)
  - 이상한 맨션(すとれんじ マンション 스토렌지 만숀[*])
  - 하 이 컬 러(HA・I・KA・RA)
  - 하 이 컬 러-모노(HA・I・KA・RA-MONO)
  - ぎゃくてんこもり！ 갸쿠텐코모리![*]
  - 아주 좋아하는 사람을 찾습니다.(大好きな人を捜してます。 다이스키나 히토오 사가시테마스[*])
- 影崎夕那 가게사키 유나[*] 명의
  - 콘파인(コンファイン)
  - 뱀파이어 고양이 아가씨 소도땅(ヴァンパイア猫娘騒動譚 반파이아 네코 무스메 소도탄[*])
  - TWINS (ツインズ 트윈즈[*])
  - Vicious (ヴィシャス, Vicious 비셔스[*])
- 影山由多 가게야마 유타[*] 명의
  - Accent(アクセント 엑센트[*])

### 게임
- 일반
  - 인피니티 (Infinity)
  - 네버7: 엔드 오브 인피니티 (Never7～the end of infinity)
  - 사립 봉황 학원 평생순애조 (私立鳳凰学園〈一年純愛組〉)
  - 슈퍼 리얼 마작 하이 파이 파라다이스 (スーパーリアル麻雀Hi・Paiパラダイス)
  - 슈퍼 리얼 마작 하이 파이 파라다이스 2: 온천에 가자! (温泉へいこうよっ！)
  - D.C.P.S. 다카포 플러스 시츄에이션 (ダ・カーポ・プラス・シチュエーション)
  - D.C. 다카포 포 시즌 (ダ・カーポ・フォーシーズンズ)
- 18禁
  - 예스! 양관의 뱀파이어 (YES!《洋館のヴァンパイア》)
  - BACTA・2
  - 프리티 전대 캬루룬 (ぷりてぃ戦隊きゃるる～ん)
  - FILE
  - Ce`st・la・vie
  - イッパツJANG！ 잇파쓰JANG！[*]
  - 키리시마 진료실의 오후 (霧島診療室の午後)
  - 커밍 하트 (Coming Heart)
  - 탈출 (エスケイプ！)
  - 하이스쿨 데이즈 (HIGHスクールDAYS)
  - 약속 (や・く・そ・く)
  - 졸업사진 (卒業写真)
  - 졸업사진 2
  - 아유 (あゆ)
  - 미오&미호 (みお＆みほ)
  - 마유 (まゆ)
  - 천사의 히나 (天使のひな)
  - 코코로 2 (コ・コ・ロ・・・2)